# Patxi Peula
Patxi Peula Cabello (Vitoria, 1 de junio de 1988) es un patinador de velocidad sobre patines en línea, miembro del equipo Desliza Vitoria. Comenzó a patinar desde muy pequeño en las filas del Jostaldi y en 2003 pasó a competir a nivel internacional. En 2007 pasó a defender los colores de Marianistas Vitoria. Los mejores resultados los ha logrado en la prueba de 10.000 metros, bien en la modalidad de puntuación o bien en la de puntuación-eliminación. En esta última logró el récord del mundo en 2011.

## Medallas
Patxi Peula Cabello ha logrado numerosos éxitos tanto a nivel europeo, siendo campeón en 2007, 2013, 2014, 2018, 2019 y 2025 (con más de 30 medallas en podios); como a nivel mundial, logrando el oro en Argentina (2014), en China (2017), así como en los Juegos Mundiales de China (2025). También ha sido ganador absoluto del WIC 2017. Cabe destacar los podios conseguidos en la maratón de Berlín, las cuatro veces ganador absoluto del 3 pistas (2014, 2015 y 2022) o las cinco veces ganador absoluto de Lagos.

## Palmarés
| Año  | Campeón              | Modalidad                       | Clasificación  | Lugar               |
| ---- | -------------------- | ------------------------------- | -------------- | ------------------- |
| 2007 | Campeonato de Europa | 10.000m. puntuación/            | Medalla de oro | Válega Portugal     |
| 2013 | Campeonato de Europa | 10.000m. puntuación/eliminación | Medalla de oro | Almere Países Bajos |
| 2014 | Campeonato de Europa | 10.000m. puntuación             | Medalla de oro | Geisingen Alemania  |
| 2014 | Campeonato del mundo | 10.000m. puntuación/eliminación | Medalla de oro | Rosario Argentina   |
| 2017 | Campeonato del mundo | 10.000m. puntuación/eliminación | Medalla de oro | Nanjing China       |
| 2017 | World Inline Cup     | General                         | Medalla de oro |                     |
| 2018 | Campeonato de Europa | 500m. relevos                   | Medalla de oro | Oostende Bélgica    |
| 2018 | Campeonato de Europa | 20,000m.                        | Medalla de oro | Oostende Bélgica    |
| 2019 | Campeonato de Europa | 500m.+x Team Sprint             | Medalla de oro | Pamplona España     |
| 2019 | Campeonato de Europa | 10.000m.                        | Medalla de oro | Pamplona España     |
| 2025 | Campeonato de Europa | 10.000m. eliminación            | Medalla de oro | Groß-Gerau Alemania |
| 2025 | The World Games      | 10.000m. puntuación             | Medalla de oro | Chengdú China       |